# 羅守耀
羅守耀（英語：Dennis Law），香港电影事业家、制片人，祖籍廣東番禺，出生於香港。為現任裕泰興集團董事總經理，悅興地產發展有限公司董事及銀河映像（星采多媒體前身）(8130.HK)前主席。

## 生平
1963年，羅守耀出生於香港，並於1981年畢業於美國羅耀拉瑪麗蒙特大學傳理系，主修電影。1991年，羅被委任為裕泰興董事，至2003年，他成功收購銀河映像（星采多媒體前身）（港交所：8130）股權，並於數年後出售。2020年開設悅興地產發展有限公司為公司董事，
羅守耀亦有參與支持港版國安法的聯署。

## 电影作品
| 年份   | 名稱                    | 職務 | 職務 | 職務 |
| 年份   | 名稱                    | 導演 | 編劇 | 監製 |
| ------ | ----------------------- | ---- | ---- | ---- |
| 2005年 | 非常青春期              |      |      |      |
| 2005年 | 黑社會                  |      |      |      |
| 2006年 | 黑社會：以和為貴        |      |      |      |
| 2006年 | 黑拳                    |      |      |      |
| 2006年 | 戀愛初歌                |      |      |      |
| 2007年 | 降頭                    |      |      |      |
| 2008年 | 奪帥                    |      |      |      |
| 2009年 | 短暫的生命              |      |      |      |
| 2010年 | 滅門                    |      |      |      |
| 2010年 | 殭屍新戰士              |      |      |      |
| 2010年 | 惡胎                    |      |      |      |
| 2013年 | 衝鋒戰警                |      |      |      |
| 2020年 | 人妖阿發：痴人三部曲1/3 |      |      |      |
| 2022年 | 被消失的凶案            |      |      |      |

## 外部連結
- 羅守耀Dennis的新浪微博
- 羅守耀在互联网电影资料库（IMDb）上的資料（英文）（英文）
- 在AllMovie上羅守耀的頁面（英文）
- 羅守耀在香港影庫上的簡介
- 羅守耀在豆瓣上的资料（简体中文）
- 羅守耀在时光网上的簡介（简体中文）
- 憑熱誠開創電影事業 羅守耀拍戲窺探人生 （页面存档备份，存于）
- 文匯報: 羅守耀家族大事記 （页面存档备份，存于）